# Limenitis floresiana
Limenitis floresiana är en fjärilsart som beskrevs av Hans Fruhstorfer 1906. Limenitis floresiana ingår i släktet Limenitis och familjen praktfjärilar. Inga underarter finns listade i Catalogue of Life.